# Litsea prolixa
Litsea prolixa är en lagerväxtart som beskrevs av Spencer Le Marchant Moore. Litsea prolixa ingår i släktet Litsea och familjen lagerväxter. Inga underarter finns listade i Catalogue of Life.